# Tigres de Quintana Roo
Les Tigres de Quintana Roo sont un club mexicain de baseball de la Ligue mexicaine de baseball située à Cancún. Les Tigres qui comptent neuf titres de champion, évoluent à domicile à l'Estadio Beto Ávila, enceinte de 9 000 places.

## Histoire
Le club est fondé en 1955 sous le nom de Tigres de Mexico puis utilise les noms de Tigers Capitalinos et de Tigres de la Angelopolis. Basés à Mexico jusqu'en 2006, les Tigres sont alors les grands rivaux des Diablos Rojos del México.
Le club déménage durant l'hiver 2006-2007 à Cancún.

## Palmarès
- Champion de la Ligue mexicaine de baseball (9) : 1955, 1960, 1965, 1966, 1992, 1997, 2000, 2001, 2005
- Vice-champion de la Ligue mexicaine de baseball (6) : 1956, 1982, 1999, 2002, 2003, 2009